# La Lonja (Buenos Aires)
La Lonja es una localidad argentina situada en el partido del Pilar, provincia de Buenos Aires, a aproximadamente 48 km de la Ciudad Autónoma de Buenos Aires.

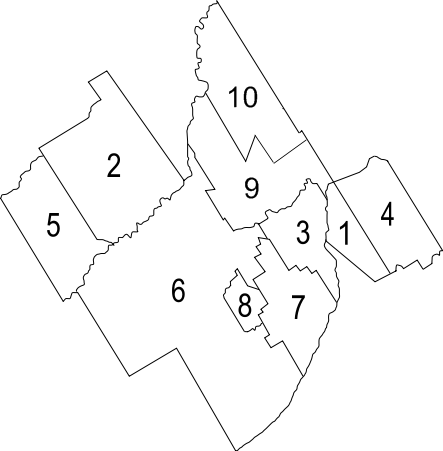
Partido del Pilar, La Lonja (3)

Limita con Del Viso, Villa Rosa, Presidente Derqui, la ciudad de Pilar  y el partido de José C. Paz.

## Transporte
Por la localidad pasa el Ramal Pilar de la Ruta Nacional 8.
El 25 de enero de 2024 fue inaugurada la estación de ferrocarril Cecilia Grierson de la Línea Belgrano Norte.

## Parroquias de la Iglesia católica en La Lonja
| Diócesis  | Zárate-Campana    |
| --------- | ----------------- |
| Parroquia | San Manuel Mártir |